# 프락시디케
그리스 신화에서 프락시디케는 고대 그리스 세계관에서 두 개의 밀접하게 연관된 개념이었던 사법적 처벌의 여신이자 복수의 강요자이다.